# موانى السفلى (حزم العدين)

تعديل مصدري - تعديل

موانى السفلى محلة تابعة لقرية الوادي، التابعة لعزلة بني سليمان بمديرية حزم العدين إحدى مديريات محافظة إب في الجمهورية اليمنية، بلغ تعداد سكانها 74 حسب تعداد اليمن لعام 2004.